# DC Animated Universe
DC Animated Universe (zkráceně DCAU, mezi fanoušky pak též Timmverse či Diniverse) je sdíleným universem zahrnujícím animované seriály, komiksy, animované filmy a videohry na motivy postav a příběhů od DC Comics. Série započala animovaným seriálem Batman: The Animated Series v roce 1992 a skončila animovaným snímkem Justice League vs. The Fatal Five v roce 2019. 
V anglickém originále dabovali hlavní postavy kontinuity DCAU herci Kevin Conroy (Batman ve všech seriálech a filmech z universa), Tim Daly, George Newbern (oba propůjčili hlas Supermanovi), Susan Eisenberg (Wonder Woman), Phil LaMarr (Green Lantern a Static), Carl Lumbly (Martian Manhunter), Dana Delany (Lois Lane a Andrea Beaumont), Michael Rosenbaum (Flash), Loren Lester (Robin/Dick Grayson), Diedrich Bader (Zeta), Michael Ironside (Darkseid) či Mark Hamill (Joker) a Arleen Sorkin (Harley Quinn).

## Seznam animovaných seriálů spadajících do DCAU
| Roky      | Název                         | Stanice | Počet           | Autoři seriálu                       | Poznámky |
| --------- | ----------------------------- | ------- | --------------- | ------------------------------------ | --- |
| 1992–1995 | Batman: The Animated Series   | Fox     | 2 řady, 85 dílů | Bruce Timm a Eric Radomski           | Představeni Jonah Hex (epizoda Showdown) a Zatanna (epizoda Zatanna) |
| 1996–1998 | Superman: The Animated Series | The WB  | 3 řady, 54 dílů | Bruce Timm a Alan Burnett            | Crossover s Batman: The Animated Series (trojdíl World's Finest) a The New Batman Adventures (epizoda Knight Time), představeni Flash (epizoda Speed Demons), Doctor Fate (epizoda The Hand of Fate), Steel (epizoda Heavy Metal), Green Lantern (In Brightest Day...) a Aquaman (A Fish Story) |
| 1997–1999 | The New Batman Adventures     | The WB  | 1 řada, 24 dílů | Bruce Timm, Alan Burnett a Paul Dini | Crossover se Superman: The Animated Series (Girls' Night Out), představeni Etrigan (The Demon Within) a Creeper (Beware the Creeper) |
| 1999–2001 | Batman Beyond                 | The WB  | 3 řady, 52 dílů | Bruce Timm, Alan Burnett a Paul Dini | Pokračování Batman: The Animated Series a The New Batman Adventures, crossover se Superman: The Animated Series a představení Ligy spravedlivých (dvoudíl The Call) |
| 2000–2004 | Static Shock                  | The WB  | 4 řady, 52 dílů | Dwayne McDuffie                      | Crossover s The New Batman Adventures (The Big Leagues, Hard as Nails), Justice League: The Animated Series (dvoudíl A League of Their Own a epizoda Fallen Hero), Superman: The Animated Series (Toys in the Hood) a Batman Beyond (Future Shock)                                              |
| 2001–2002 | The Zeta Project              | The WB  | 2 řady, 26 dílů | Robert Goodman                       | Spin-off seriálu Batman Beyond, crossover s Batman Beyond v epizodách Shadows a Ro's Gift |
| 2001–2003 | Justice League                | The WB  | 2 řady, 52 dílů | Bruce Timm                           | Představen Amazo (dvoudíl Tabula Rasa) |
| 2004–2006 | Justice League Unlimited      | The WB  | 3 řady, 39 dílů | Bruce Timm                           | Kulminace DCAU, crossovery se Static Shock a Batman Beyond (epizody The Once and Future Thing a Epilogue) |

## Seznam animovaných filmů spadajících do DCAU
| Roky | Název                              | Režie                      | Poznámky        |
| ---- | ---------------------------------- | -------------------------- | --------------- |
| 1993 | Batman: Mask of the Phantasm       | Bruce Timm a Eric Radomski | Vydáno v kinech |
| 1998 | Batman & Mr. Freeze: SubZero       | Boyd Kirkland              | Vydáno na DVD   |
| 2000 | Batman Beyond: Return of the Joker | Curt Geda                  | Vydáno na DVD   |
| 2003 | Batman: Mystery of the Batwoman    | Curt Geda                  | Vydáno na DVD   |
| 2019 | Justice League vs. The Fatal Five  | Sam Liu                    | Vydáno na DVD   |

Animovanými filmy s elementy DCAU, které jsou někdy do universa řazeny a někdy ne, jsou pak Justice League: Gods and Monsters (2015), Batman and Harley Quinn (2017) a Justice League: Crisis on Infinite Earths - Part Three (2024).